# Коми не уме да комуницира
 јесте манга коју је написао и илустровао Томохито Ода. Серијализовала се од 2016. до 2025. године у Шогакукановој манга ревији Weekly Shōnen Sunday. У Србији, издавачка кућа Лагуна преводи мангу на српски језик од 2024. године.
Серијал је адаптиран у ТВ драму и аниме 2021. године.

## Радња
Шоко Коми је популарна средњошколка, позната по својој лепоти и елеганцији. Међутим, потпуно случајно, Хитохито Тадана сазнаје њену тајну: Коми има проблем са комуницирањем, и као последица тога нема ниједног пријатеља. Хитохито одлучује да јој помогне.

## Франшиза

### Манга
Мангу Коми не уме да комуницира написао је и илустровао Томохито Ода. Пре серијализације, Ода је објавио једнократну причу ове манге 16. септембра 2015. године у Шогакукановој ревији . Сама серијализација почела је 18. маја 2016. године у истом магазину. Серијализација се завршила 29. јануара 2025. године. Поглавља су сакупљена у укупно 37 танкобона; први је изашао 16. септембра 2016. године , а последњи 18. марта 2025. године. 
У Србији, издавачка кућа Лагуна преводи мангу на српски језик од 2024. године.

### Аниме
Манга је адаптирана у аниме од две сезоне настале у продукцији студија OLM. Прва сезона сачињена од дванаест епизода, емитовала се од 7. октобра до 23. децембра 2021. године на јапанском каналу . Друга сезона, такође сачињена од дванаест епизода, емитовала се од 7. априла до 23. јуна 2022. године. Обе сезоне стримоване су на Нетфликсу, са ажурираним сценама.

### ТВ драма
Серија је произвела телевизијску серију од осам епизода. Оригинално се емитовала од 6. септембра до 1. новембра 2021. године на јапанском каналу .

## Пријем
Закључно са јулом 2023. године, манга је продата у преко 12,7 милиона примерака. Године 2017., заузела је осмо место на такмичењу Next Manga Awards у категорији за штампана издања. Веб-сајт Polygon оценио је мангу као једну од најбољих за 2019. годину. Аниме адаптација је 2022. године освојила број награда на такмичењу које спроводи стриминг сервис Кранчирол. Исте године победила је на Шогакукановој награди за манге у категорији за шонен.
Ребека Силвермен (Anime News Network) написала је за серију да је „пријатна и смешна причица, без окрутних сцена. Не приказује ништа ново, али је забавна”.  Феј Хопер са истог сајта је у својој рецензији критиковала начин на који је исмеван небинарни лик, рекавши да иде против поуке манге „тиме што се руга маргинализованој заједници.” Ипак, похвалила је причу јер сви карактери „имају своје потешкоће, па Коми није приказана као изрод”.